# François Joseph Bosio
François Joseph Bosio (19. března 1768, Monako – 29. července 1845, Paříž) byl monacký sochař, který proslul svou prací pro francouzský královský dvůr.
Studoval v Paříži u sochaře Augustina Pajoua. Po krátké službě v Revoluční armádě žil ve Florencii, Římě a Neapoli, tvořil sochy pro kostely na italských územích pod francouzskou kontrolou. V roce 1808 vytvořil basreliéfy pro monumentální sloup na Place Vendôme v Paříži. Jeho asi nejslavnějším dílem je kvadriga (čtyřspřeží) na Arc de Triomphe du Carrousel (1809). Sloužil také jako portrétní sochař císaře Napoleona Bonaparta a jeho rodiny. Známá je zejména mramorová busta císařovny Josefíny a bronzová busta královny Hortensie (asi 1810). Ludvík XVIII. Bosia pasoval rytířem Řádu sv. Michala v roce 1821 ho jmenoval královským sochařem. V roce 1828 Bosio vytvořil velkolepou jezdeckou sochu Ludvíka XIV. na Place des Victoires v Paříži. V roce 1825 získal od Karla X. titul barona. Ludvík Filip mu sice všechny tituly odňal, udržel si však pozici nejuznávanějšího portrétního sochaře v Paříži. V roce 1840 vytvořil sochu císaře Napoleona pro Sloup Velké armády ve Wimille. Mnoho jeho plastik a soch je dnes v muzeu Louvre v Paříži.